# Comuna Șeica Mică, Sibiu
Șeica Mică (în maghiară: Kisselyk, în germană: Kleinschelken) este o comună în județul Sibiu, Transilvania, România, formată din satele Soroștin și Șeica Mică (reședința).

## Demografie
Componența etnică a comunei Șeica Mică
     Români (89,47%)
     Romi (3,36%)
     Germani (1,38%)
     Alte etnii (5,79%)
Componența confesională a comunei Șeica Mică
     Ortodocși (86,44%)
     Greco-catolici (4,54%)
     Evanghelici luterani (1,65%)
     Alte religii (1,25%)
     Necunoscută (6,12%)
Conform recensământului efectuat în 2021, populația comunei Șeica Mică se ridică la 1.519 locuitori, în scădere față de recensământul anterior din 2011, când fuseseră înregistrați 1.589 de locuitori. Majoritatea locuitorilor sunt români (89,47%), cu minorități de romi (3,36%) și germani (1,38%). Din punct de vedere confesional, majoritatea locuitorilor sunt ortodocși (86,44%), cu minorități de greco-catolici (4,54%) și evanghelici luterani (1,65%), iar pentru 6,12% nu se cunoaște apartenența confesională.

## Politică și administrație
Comuna Șeica Mică este administrată de un primar și un consiliu local compus din 11 consilieri. Primarul, Emil Marius Urian[*], de la Partidul Național Liberal, este în funcție din 2012. Începând cu alegerile locale din 2024, consiliul local are următoarea componență pe partide politice:
|  | Partid                    | Consilieri | Componența Consiliului | Componența Consiliului | Componența Consiliului | Componența Consiliului | Componența Consiliului | Componența Consiliului | Componența Consiliului | Componența Consiliului |
|  | ------------------------- | ---------- | ---------------------- | ---------------------- | ---------------------- | ---------------------- | ---------------------- | ---------------------- | ---------------------- | ---------------------- |
|  | Partidul Național Liberal | 8          |                        |                        |                        |                        |                        |                        |                        |                        |
|  | Partidul Social Democrat  | 3          |                        |                        |                        |                        |                        |                        |                        |                        |

## Atracții turistice
- Biserica Ortodoxă din satul Soroștin
- Biserica Reformată din Soroștin
- Biserica Evanghelică-Lutherană fortificată din Șeica Mică, construcție secolul al XV-lea
- Monumentul Eroilor din satul Șeica Mică

## Primarii comunei
- 1996[9] - 2000 - Ivan Nicolae, de la PDAR
- 2000[10] - 2004 - Urian Emil Marius, de la PDSR
- 2004[11] - 2008 - Urian Emil Marius, de la PNL
- 2008[12] - 2012 - Hans-Martin Blesch, de la PDL
- 2012[13] - 2016 - Emil Marius Urian, de la USL
- 2016[14] - 2020 - Emil Marius Urian, de la PSD

## Imagini

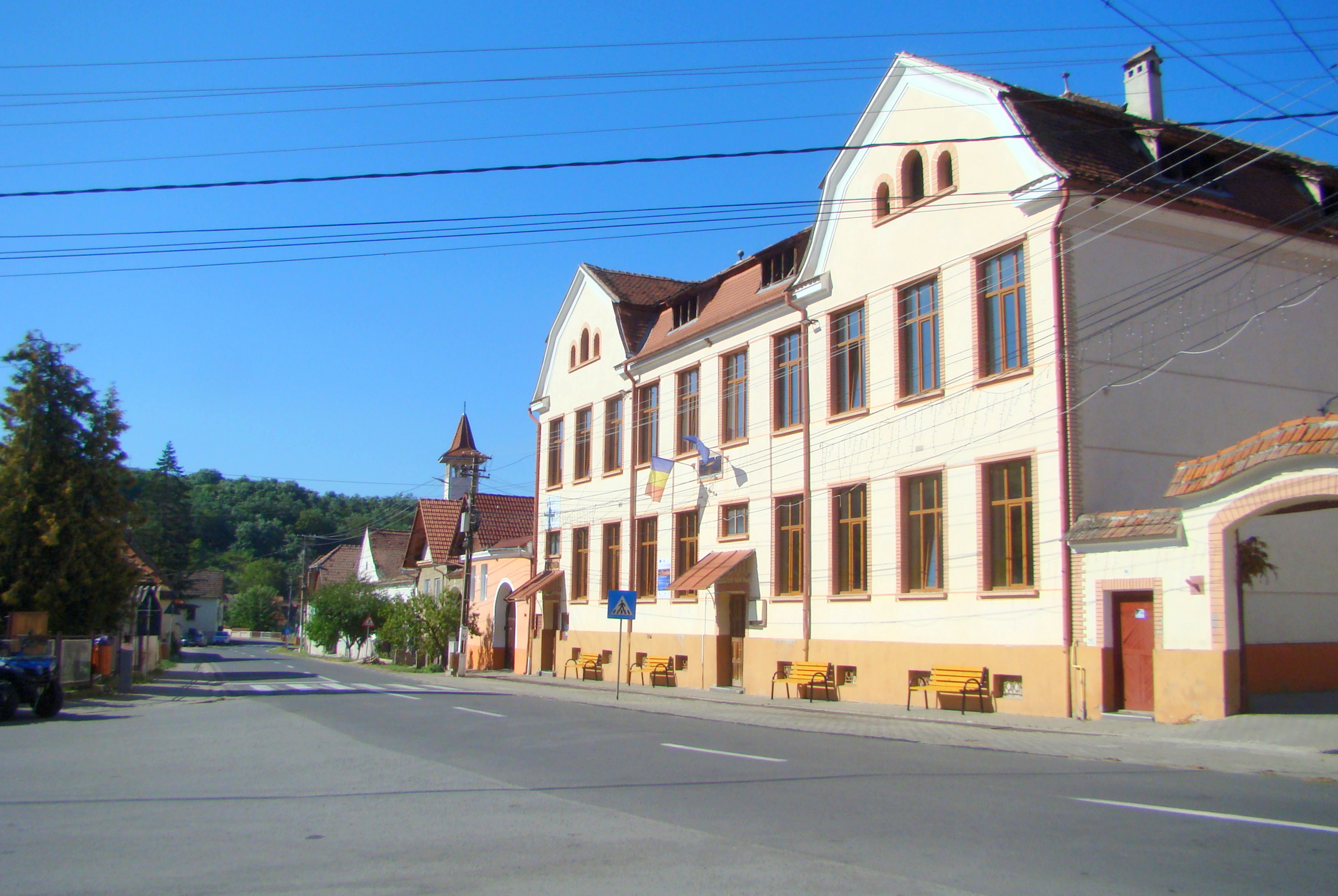
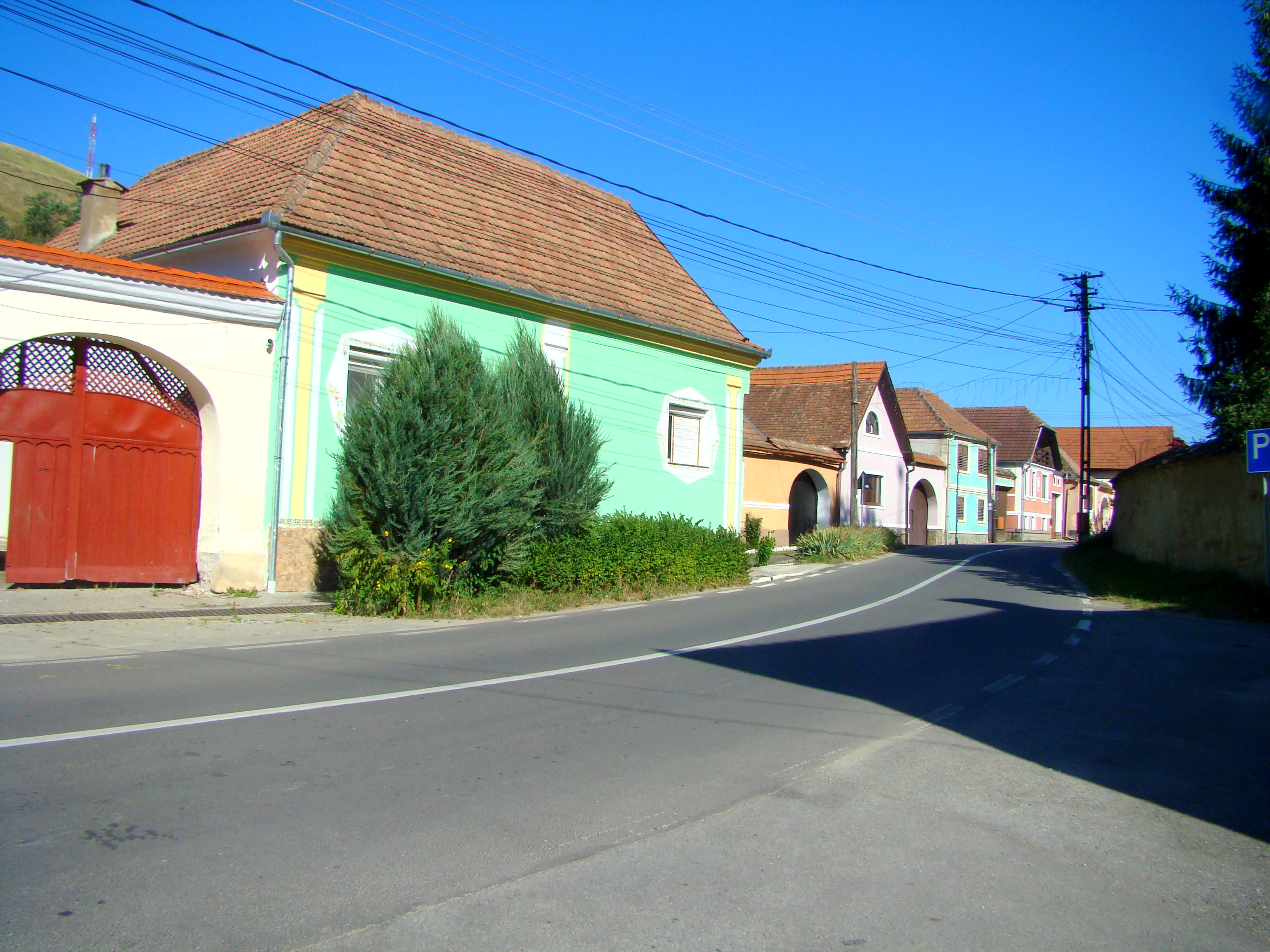
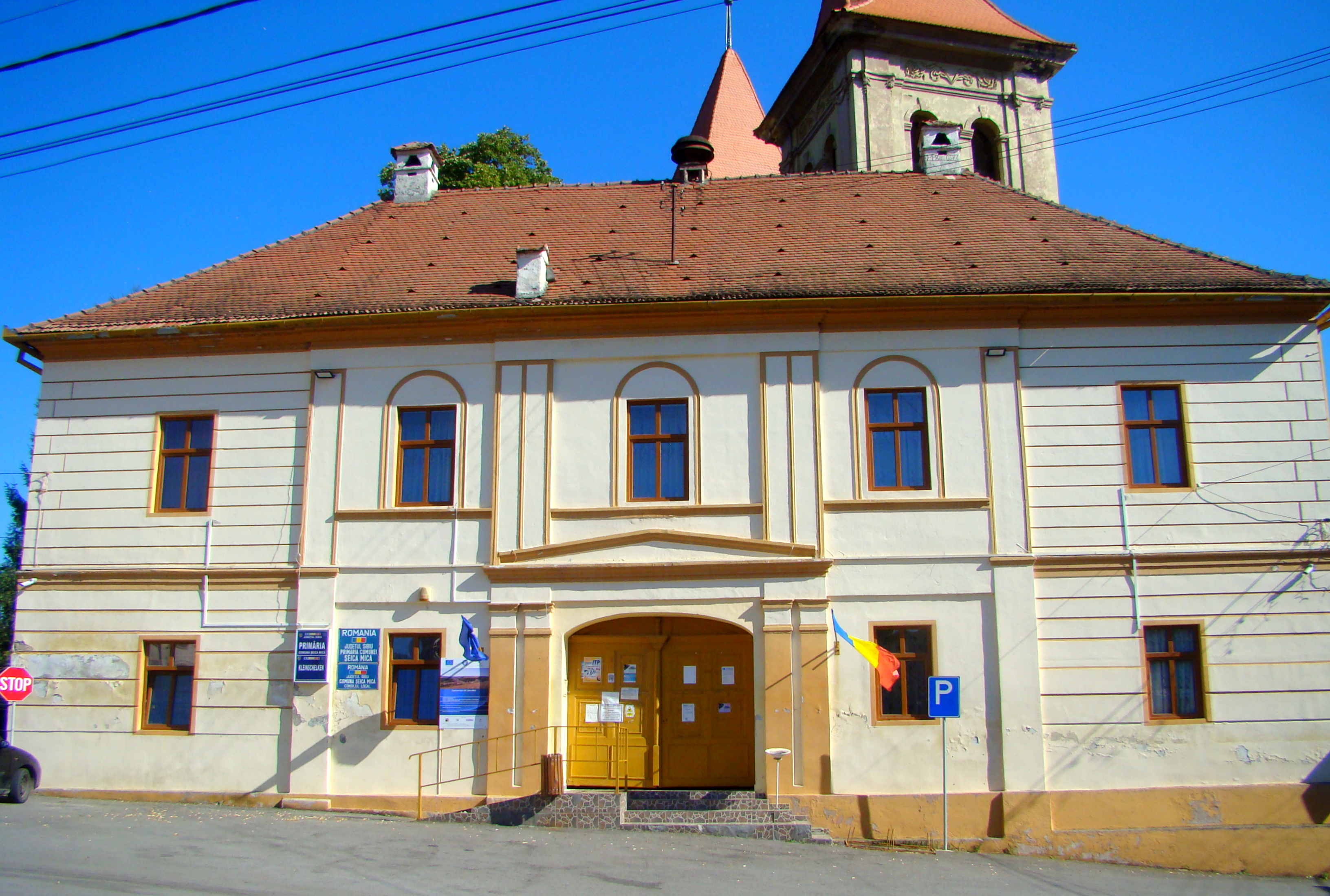
Primăria comunei
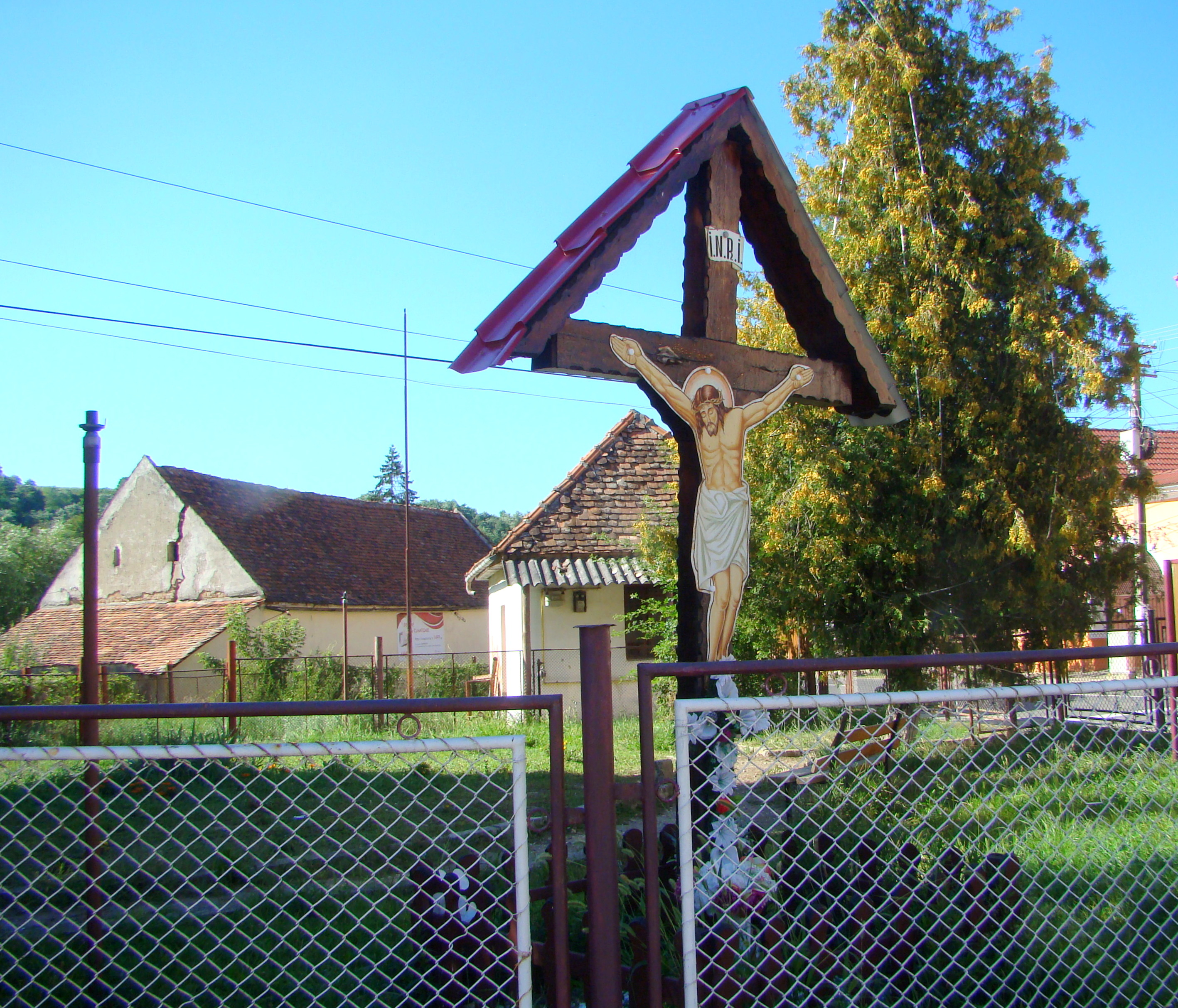
Troița
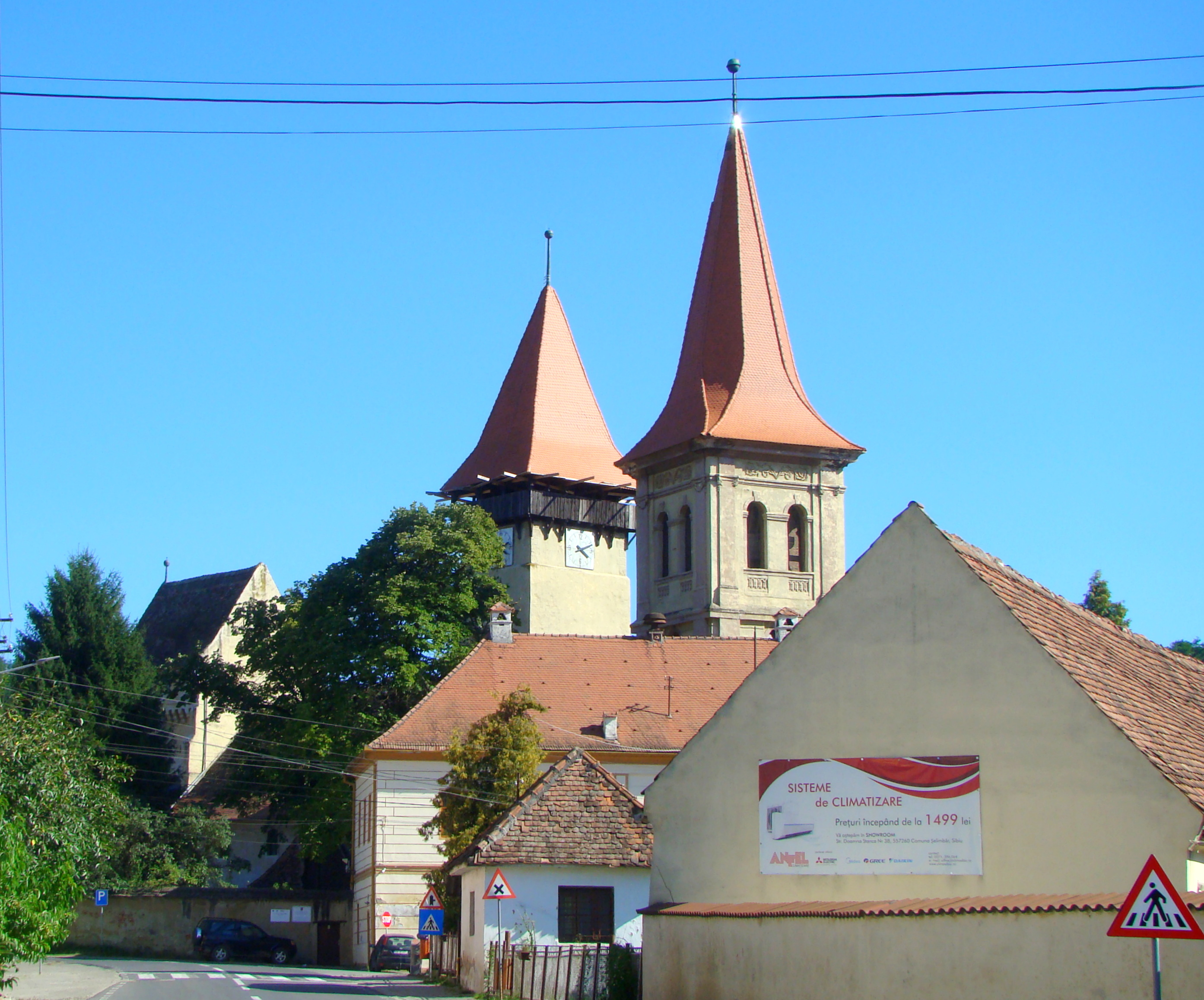
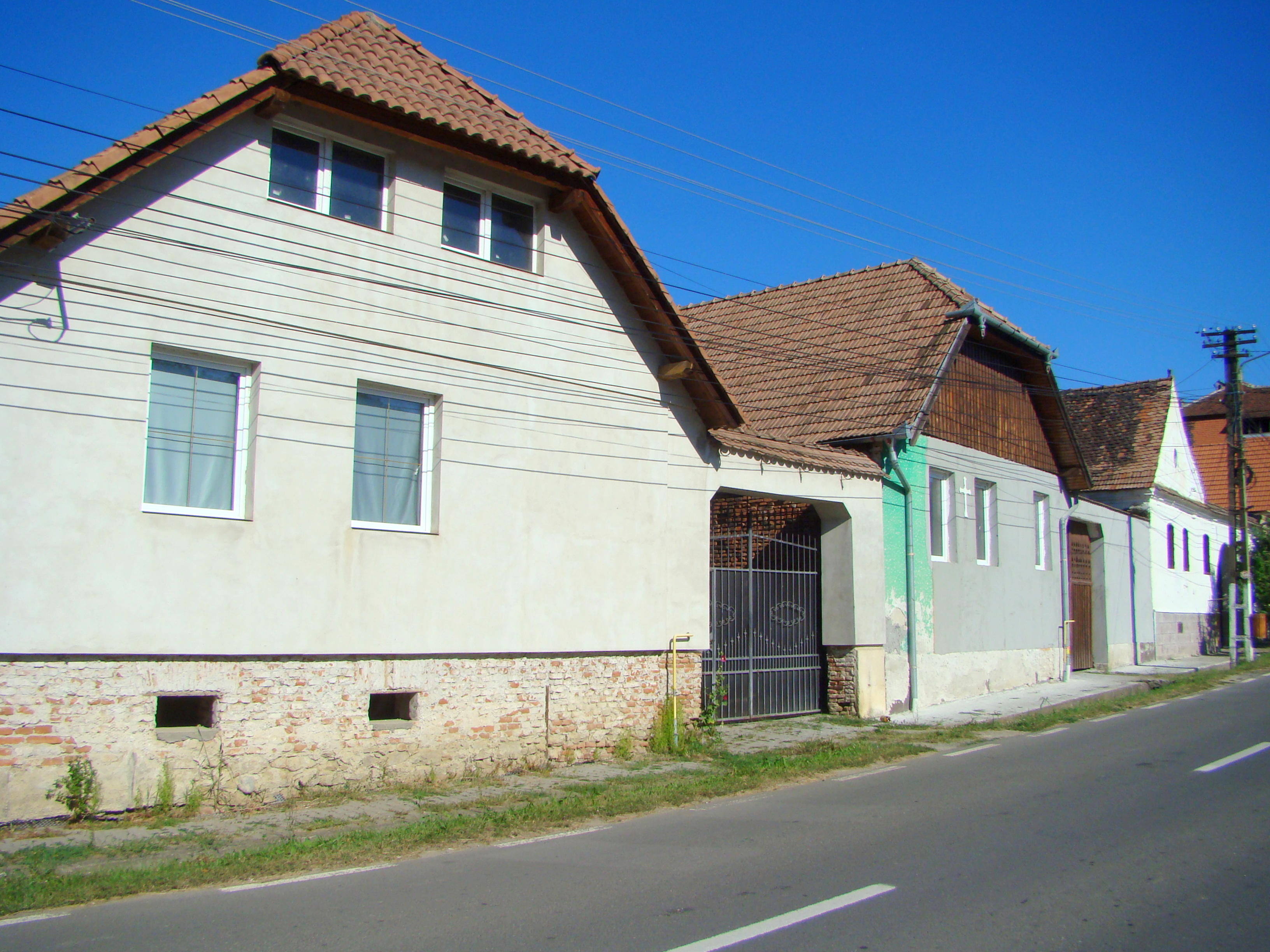
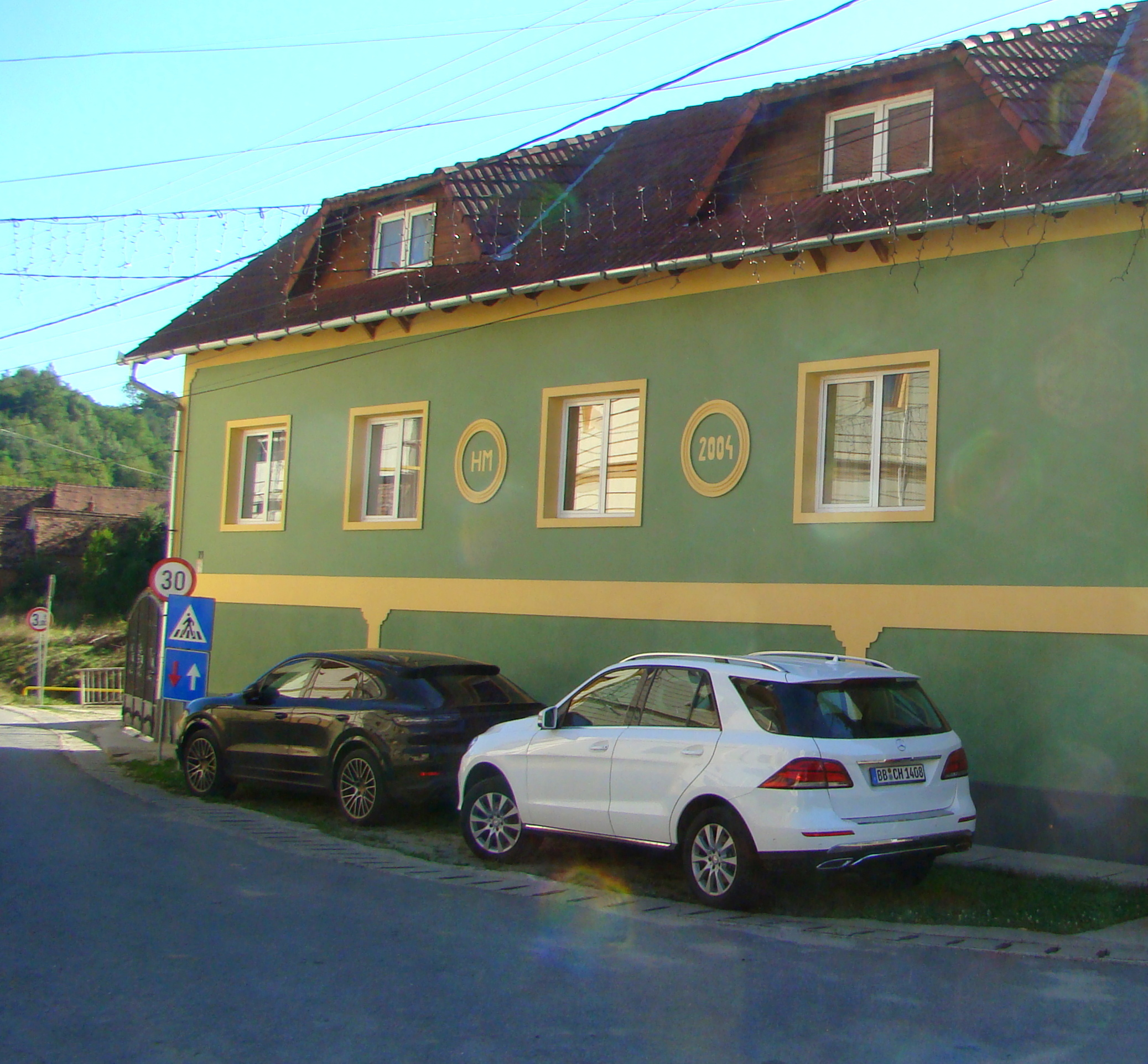
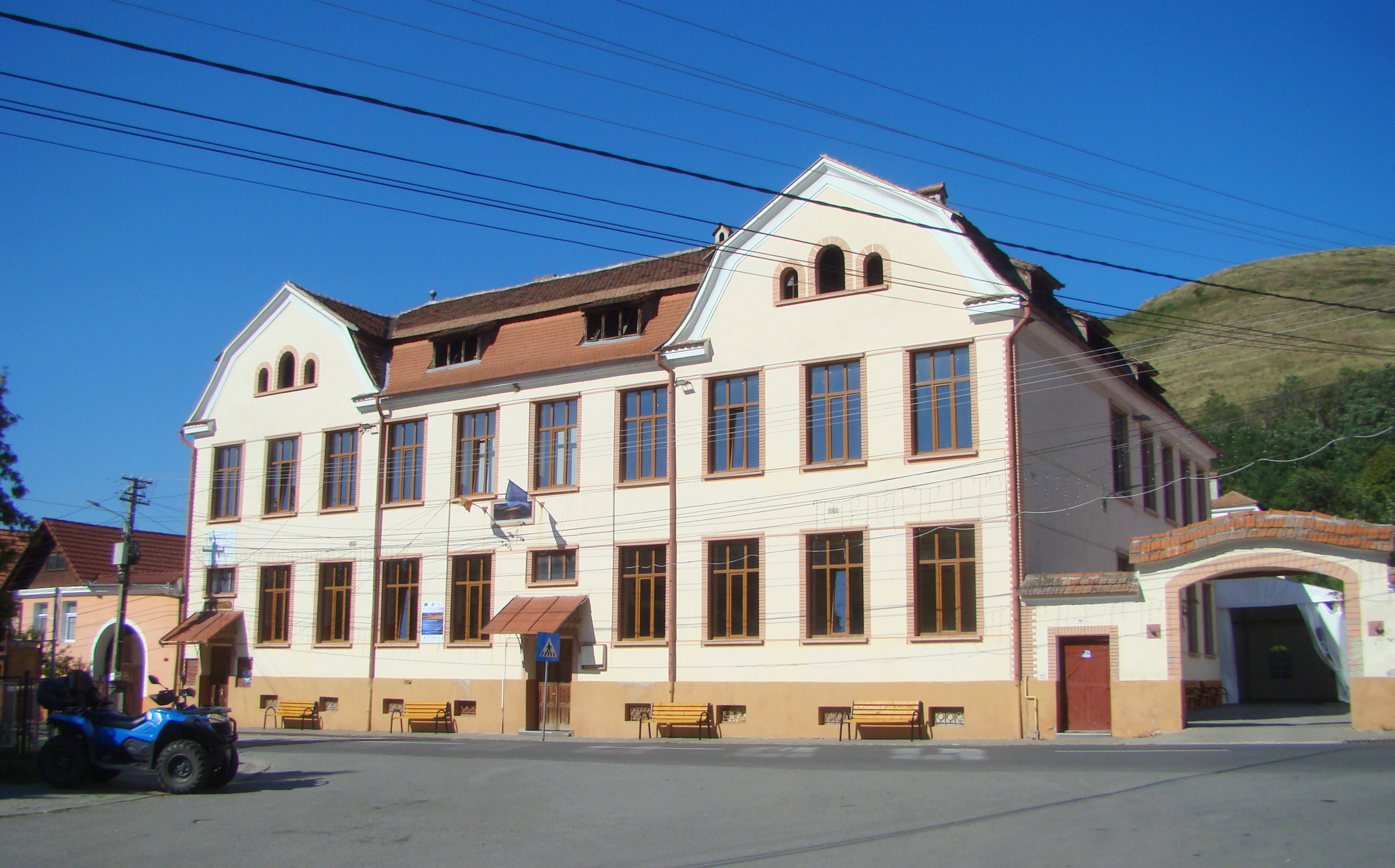
Școala gimnazială
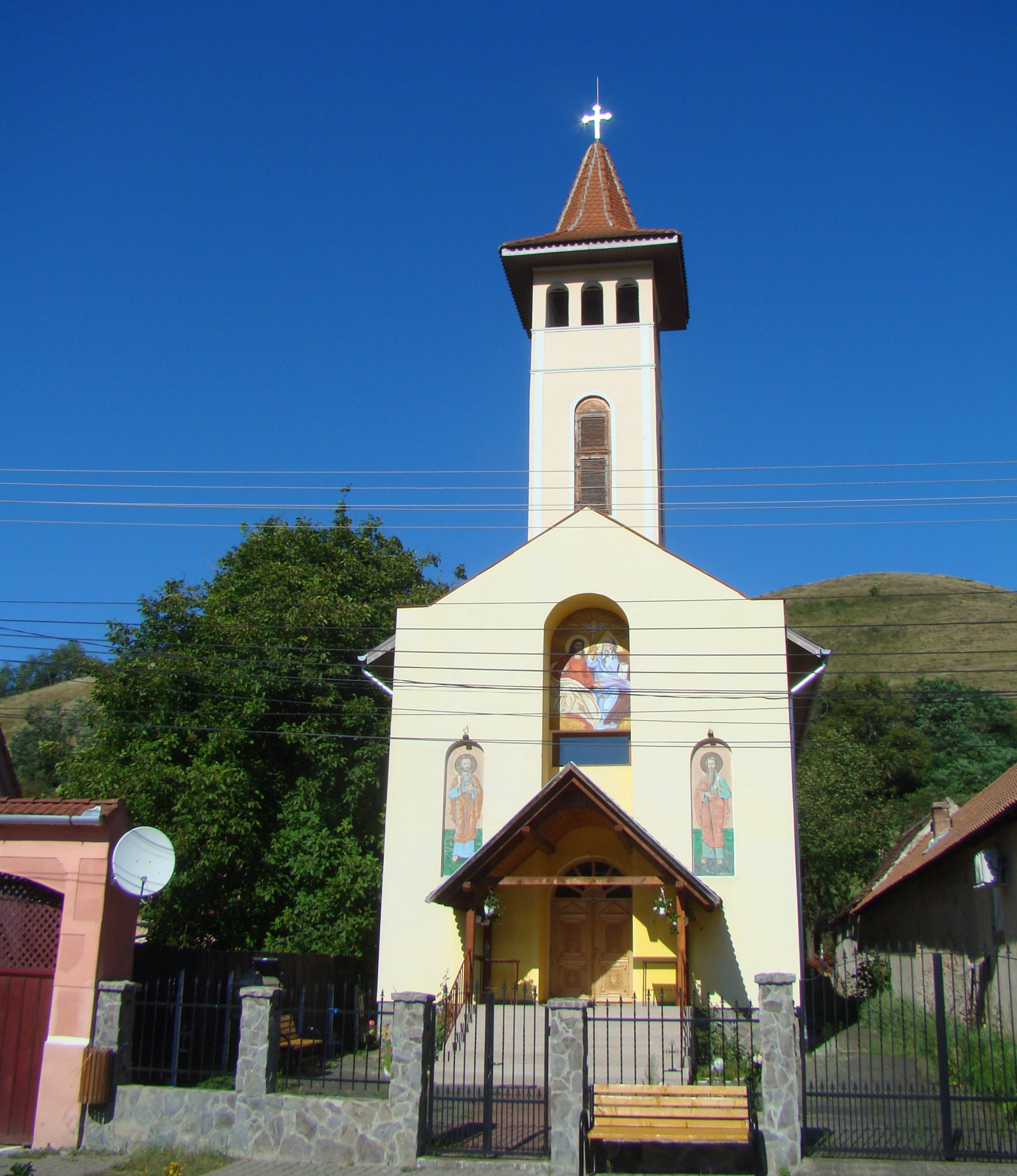
Biserica greco-catolică
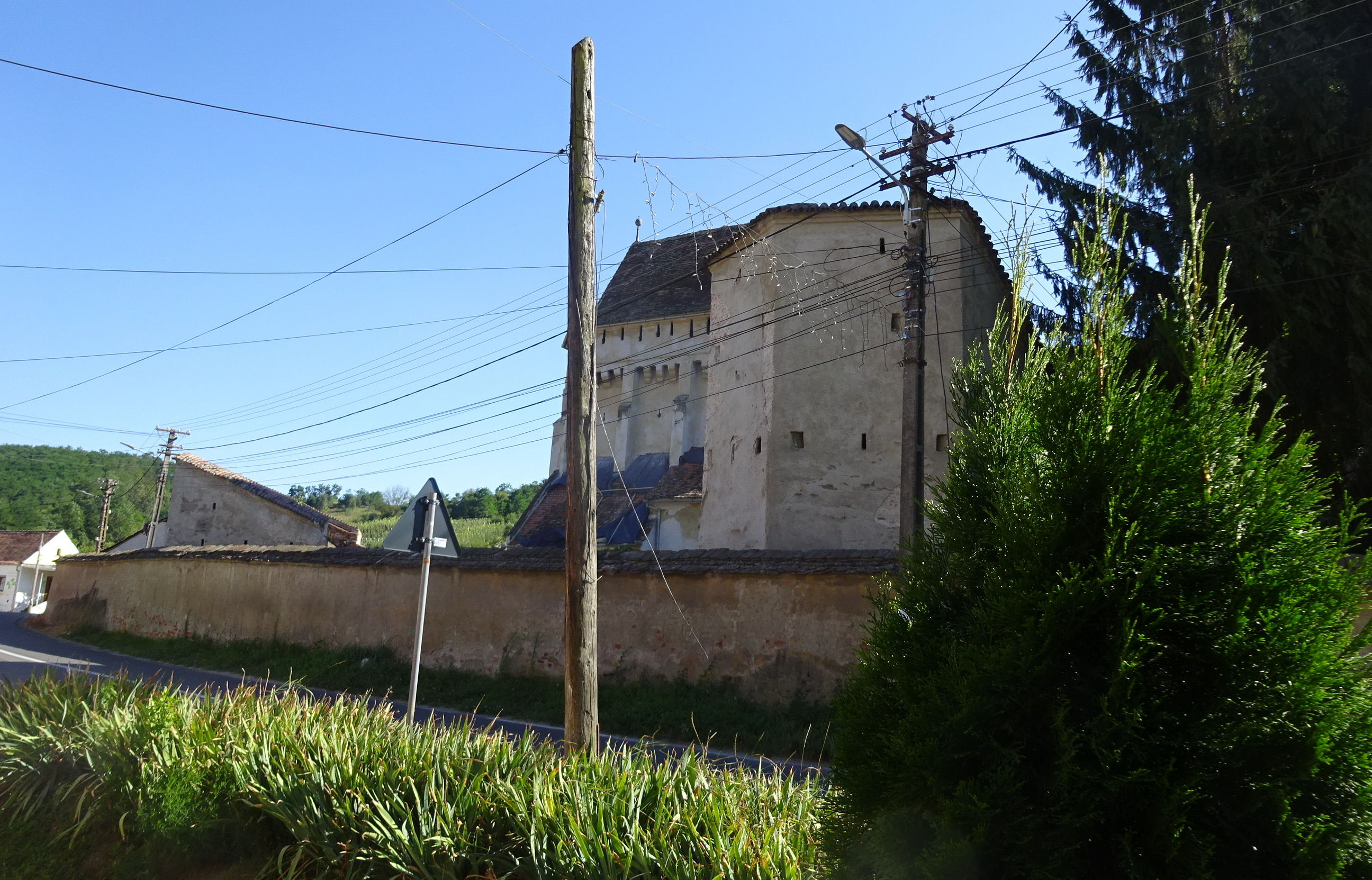
Biserica luterană din Șeica Mică: bastion și incintă fortificată
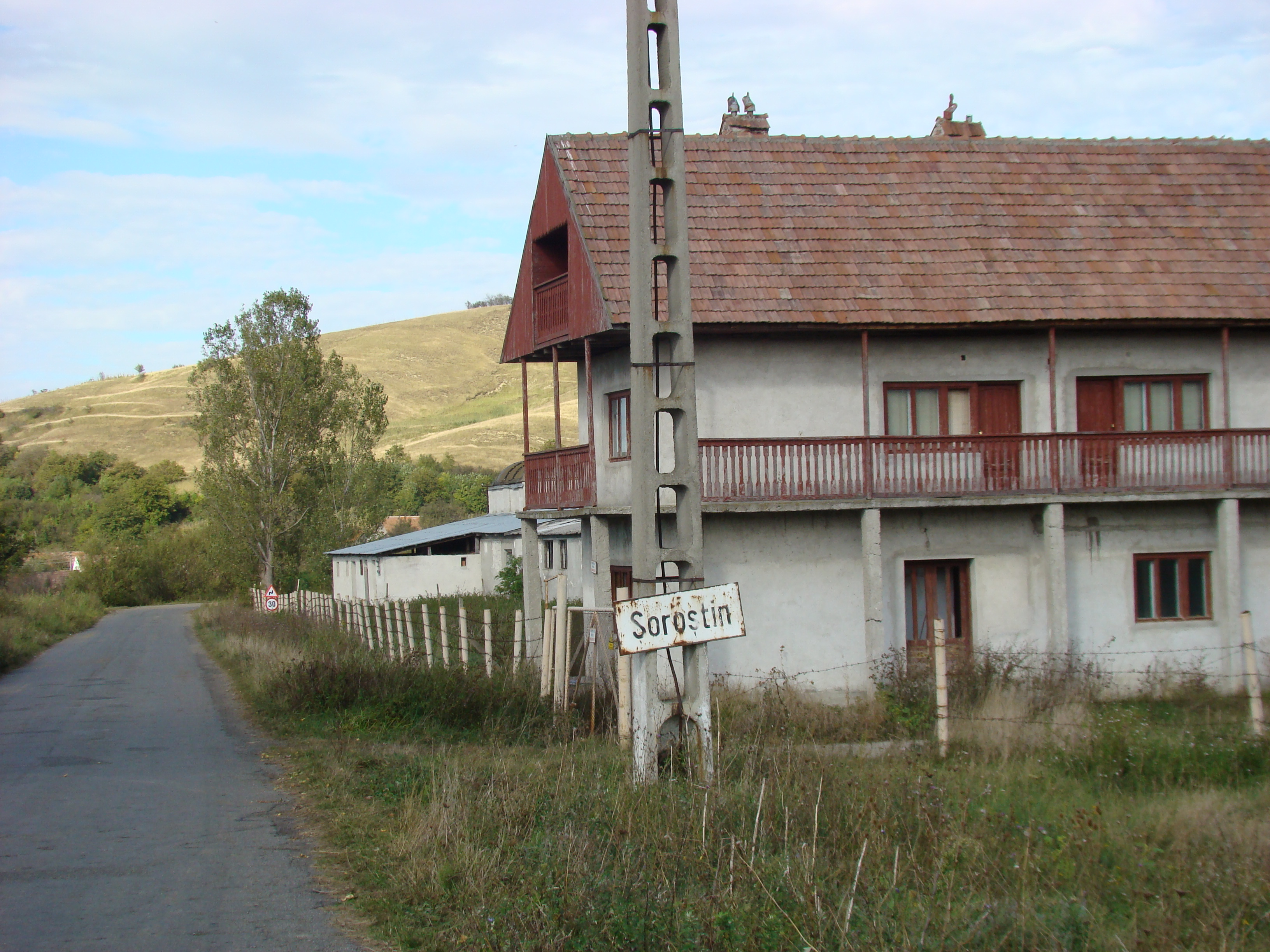
Soroștin
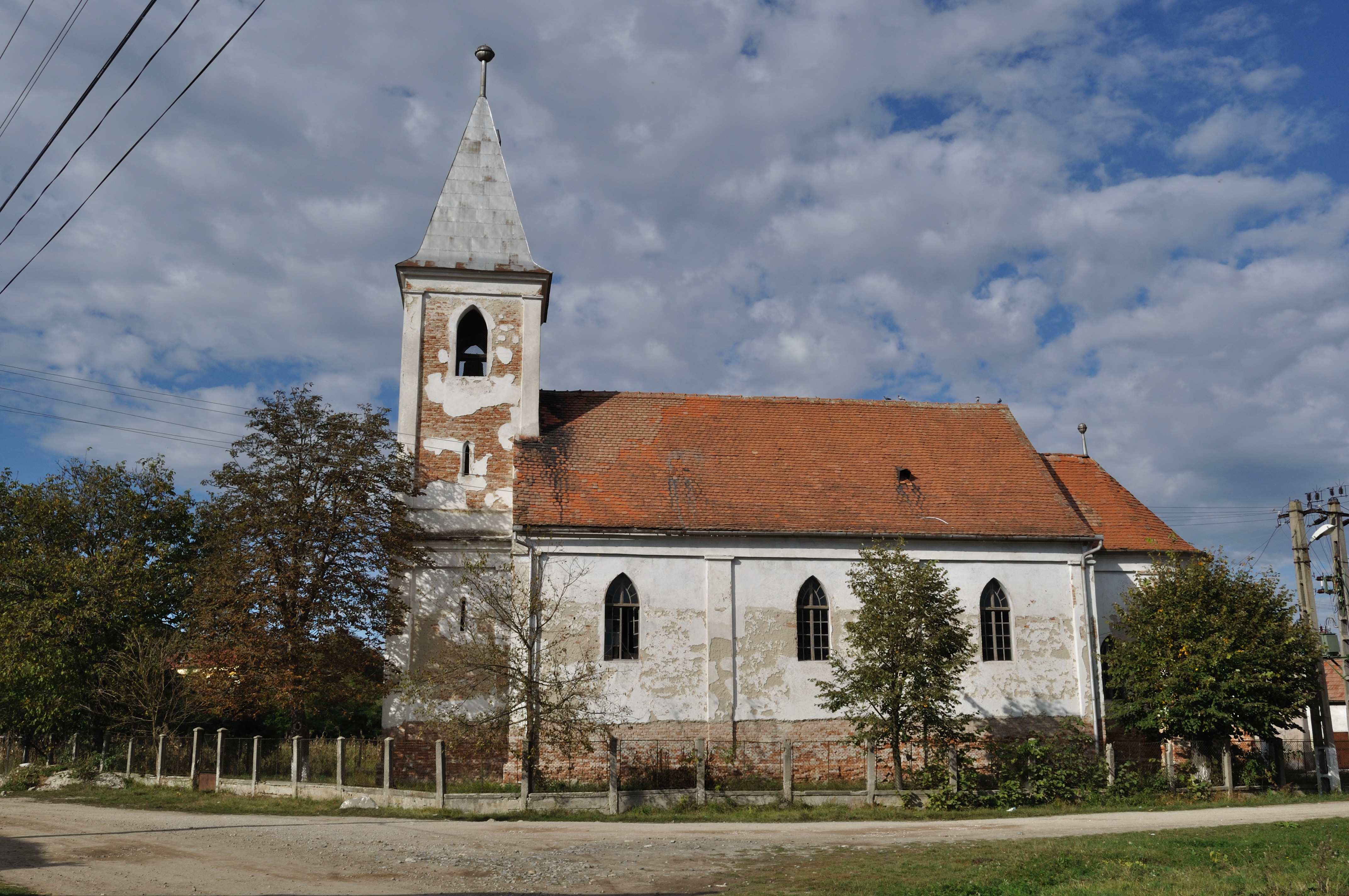
Biserica luterană
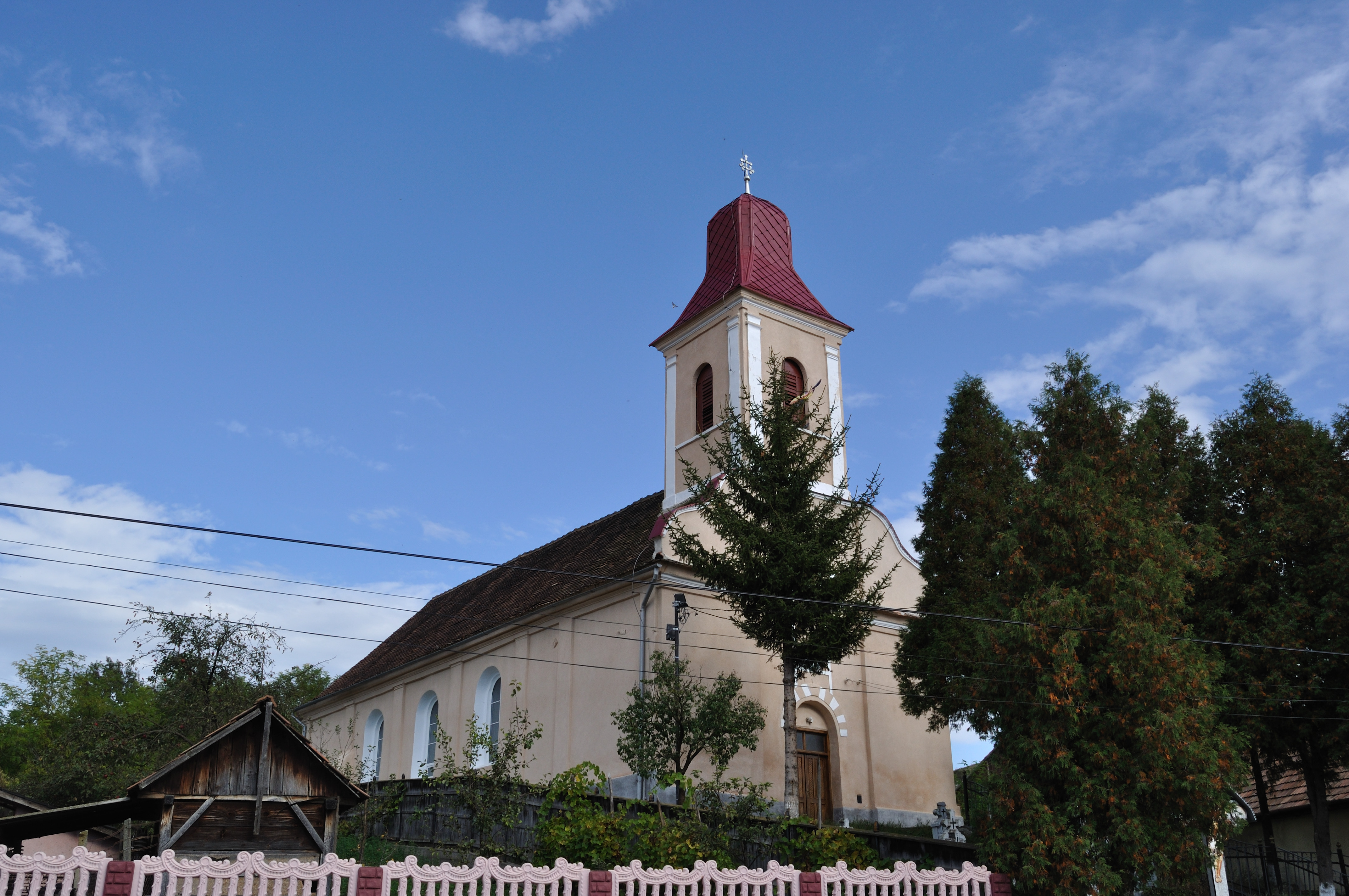
Biserica ortodoxă